# اس‌ام یو-۸۴
اس‌ام یو-۸۴ (به انگلیسی: SM U-84) یک زیردریایی بود که طول آن ۷۰٫۰۶ متر (۲۲۹٫۹ فوت) بود. این زیردریایی در سال ۱۹۱۶ ساخته شد.